# 第五琦
第五琦（712年—782年），字禹珪，唐代京兆长安（在今陕西省西安市境）人，是唐肅宗起用的財經大臣。第五琦是“榷盐法”的創製者，又建議設立“租庸使”，利用租庸使繞過正式官員直接辦事。

## 生平
十五岁明经及第，释褐黄梅尉，任揚子丞，天宝初年（应当是742年至746年期间），擔任陕郡太守韋堅从事，後因韋堅事牽連，被贬南丰尉。天宝十三年（754年），为须江丞。后为青州從事，充河南招討判官。至德元年（756年），任山南第五道度支使，作榷盐法，改私盐为官營。官至御史中丞，以筹措军费，仍入不敷出。乾元元年（758年）又建议发行虚价大钱，铸重轮乾元重寶，一枚重寶相當於開元錢五十，民间争相盗铸，結果造成幣值大貶。乾元二年（759年）任同中书门下平章事，十一月贬任忠州（今重庆忠县）长史，不久有人告发他收賄二百两金，御史劉期先前往追罪，改夷州（今贵州凤冈）。御史大夫贺兰进明被贬为溱州员外司马。第五琦既去，上元元年（760年）由河南尹劉晏接任，盐改为民产、官收和商销，“法益精密，官無遺利”。
寶應初年，第五琦起為朗州刺史，有作為，入遷太子賓客。當時吐蕃入寇，代宗逃至陝西，郭子儀請以第五琦為糧料使、兼御史大夫，充關內元帥副使。不久，改京兆尹（首都市長）。大历元年（766年），同劉晏分理财政。大历五年（770年），因鱼朝恩事牵连，贬括州刺史。八年改饶州刺史。十三年再改湖州刺史。建中三年（782年）八月卒。贈太子少保。

## 家庭
曾祖：第五孚，江州司户參軍
祖父：第五举，鄜州司馬
父亲：第五庭，右監門衛長史，赠太子少保
妻子：张氏，左卫将军南阳张景女
- 第五常[7]

- 第五峰，台州刺史
- 第五平，京城兵曹參軍
- 第五准[7]
- 第五干[7]
- 第五牟[7]
- 第五申[7]

## 延伸阅读
[在维基数据编辑]
 《舊唐書/卷123》，出自刘昫《舊唐書》
 《新唐書·卷149》，出自《新唐書》